# Brielle (Países Baixos)
Brielle é um município dos Países Baixos, situado na província da Holanda do Sul. Tem 31,14 km² de área e sua população em 2020 foi estimada em 17.378 habitantes.